# No Trains No Planes
No Trains, No Planes is een Nederlandse film uit 1999 van Jos Stelling. Hij is gebaseerd op een scenario van Hans Heesen en Jos Stelling. De film heeft als alternatieve titel Geen treinen, Geen vliegtuigen.
Ilse de Lange verzorgde de titelsong voor de film: When we don't talk.

## Verhaal
De film speelt zich af op een doodgewone dag in een Nederlands café en draait rond het tragische personage Gerard. 

## Rolverdeling
| Acteur          | Personage |
| --------------- | --------- |
| Dirk Van Dijck  | Gerard    |
| Kees Prins      | Jacques   |
| Ellen ten Damme | Paula     |
| Katja Schuurman | Rietje    |
| Peer Mascini    |           |